# 下芥見站
下芥見站（日语：／ Shimo Akutami eki */?）是位於岐阜縣岐阜市芥見1丁目，名古屋鐵道美濃町線的車站（廢站）。此站曾經是急行停車站。

## 歷史
此站在1911年，美濃電氣軌道路線開通時同時啟用。並於2005年4月1日，美濃町線全線廢除時，此站也被廢除。
- 1911年（明治44年）2月11日 - 美濃電氣軌道神田町站（後來名為岐阜柳瀨站）至上有知站（後來名為美濃站）之間開通，此站啟用[2][3]。
- 1930年（昭和5年）8月20日 - 美濃電氣軌道與名古屋鐵道（第一代。同年中改名為名岐鐵道，在1935年起再改名為名古屋鐵道）合併。成為名古屋鐵道的美濃町線車站[2]。
- 約1955年（昭和30年） - 成為無人車站[4]。
- 2005年（平成17年）4月1日 - 美濃町線全線廢除，此站也同時廢除[3]。

## 車站構造
截至車站廢除前，此站是地面車站，設有2面2線的相對式月台。此站可進行列車交會。兩月台之間設有站內平交道連接。當上下行列車同時停靠此站時，不會平排停靠，而是會斜對停靠，並且兩架列車相隔一條站內平交道。此站設有美濃町線少見的木造站房。另外，以此站作為邊界，關方向的閉塞方式為單票閉塞式，徹明町、名鐵岐阜方向為特殊自動閉塞式。因此當列車交會時可看見列車司機交換路票。
車站遺址現時安裝了太陽能板。

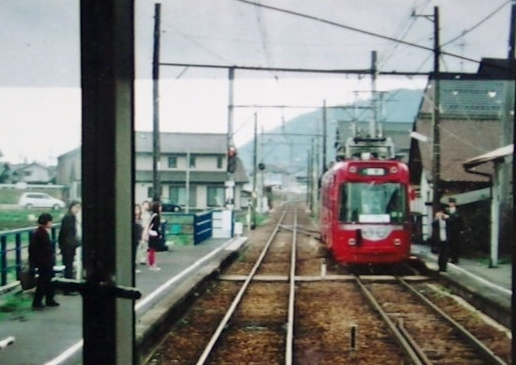
站內 (2005年3月 從車窗拍攝)
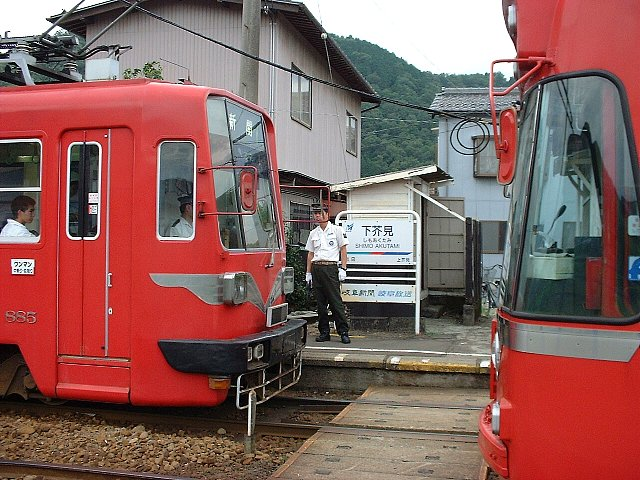
列車交換時的樣子。Mo870形（日语：名鉄モ870形電車）（前方）與Mo880形（日语：名鉄モ880形電車）（2004年7月）
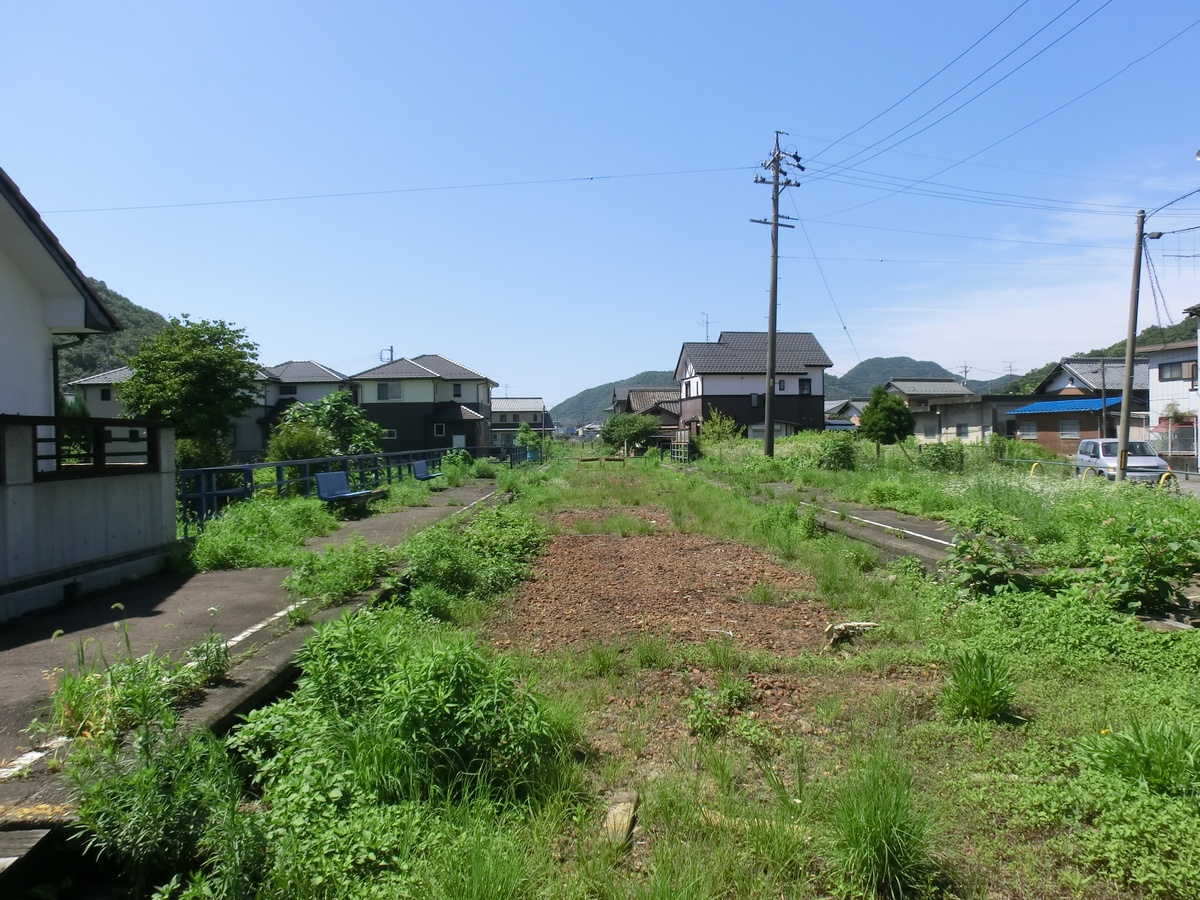
車站遺址跡　從關一方望向名鐵岐阜一方（2017年7月）

### 配線圖
| ← 徹明町方向    | 上芥見站 站內配線略圖 | → 新關方向 |
| 图例 参考文献： |                       |            |

## 使用狀況
- 在中提及在1992年度，當時1日平均上下車人次為885人，為除岐阜市內線均一車費區間內各站（岐阜市內線、田神線、美濃町線徹明町站至琴塚站之間）外名鐵所有車站（342站）中排名第235，美濃町線日野橋至美濃之間（14站）排名第3[1]。

## 車站周邊
- 國道156號
- 岐阜東郵局（日语：岐阜東郵便局）
- 岐阜市立芥見小學（日语：岐阜市立芥見小学校）
- 岐阜市立東部圖書館
- 岐阜市立藍川中學（日语：岐阜市立藍川中学校）
- 東海第一汽車學校

## 相鄰車站
名古屋鐵道
■美濃町線
岩田－下芥見－上芥見

## 注腳
1. 1 2  名古屋鐵道廣報宣傳部（編）. . 名古屋鐵道. 1994: 651–653.
2. 1 2  . 鄉土出版社. 1997: 219–230. ISBN 4-87670-097-4 （日语）.
3. 1 2  今尾惠介（監修）.  7 東海. 新潮社. 2008: 51–52. ISBN 978-4-10-790025-8 （日语）.
4. ↑  名古屋鉄道広報宣伝部（編）. . 名古屋鐵道. 1994: 880 （日语）.
5. ↑  電氣車研究會，《鐵道畫刊》通卷第473號 1986年12月 臨時增刊号 「特集 - 名古屋鐵道」，附圖「名古屋鐵道路線略圖」